# Beot
Beot (en grec antic Βοιωτός), segons la mitologia grega, fou un heroi, fill d'Itonos, rei de Tessàlia (o, segons altres, de Posidó), i de Melanipe (o Arne). Se'l fa també pare d'Ògig. En la tradició que el fa fill de Posidó i Melanipe, té un germà bessó, Èol.
El seu avi, Èol fill d'Hel·len, va saber que Melanipe estava embarassada i quan van néixer els bessons la va deixar cega i la va tancar a la presó. Va abandonar els nets a la muntanya, on van ser alletats per una vaca i recollits després per uns pastors. Mentrestant, Metapont, rei d'Itàlia, no podia tenir descendència amb la seva esposa Teano. El rei va amenaçar de repudiar-la en vista de la seva esterilitat. Teano va demanar als pastors que li donessin uns nens que pogués fer passar per fills seus, i ells li van oferir Èol i Beot, als que va presentar al seu marit com si fossin seus. Més endavant teano va tenir dos fills i va pensar en eliminar els dos nens estrangers que havia introduït a casa seva de manera imprudent, i sobretot perquè per la seva bellesa eren els preferits del seu marit. Un dia en què el seu marit havia anat a oferir un sacrifici a Diana, Teano va revelar als seus fills el secret del naixement d'Èol i Beot, i els va demanar que els matessin durant una cacera. Els joves van lluitar i Èol i Beot van vèncer amb l'ajuda de Posidó. Es van refugiar amb els pastors que els havien acollit i allà Posidó els va explicar que eren els seus fills i que la seva mare estava presonera. La van alliberar i Metapont s'hi va casar, després d'haver repudiat Teano pel seu engany.
És considerat epònim i fundador de la Beòcia i el seu germà, d'Eòlia.